# Alim Louis Benabid
Pour les articles homonymes, voir Benabid.
Alim Louis Benabid, né le 2 mai 1942 à La Tronche (Isère), est un neurochirurgien algéro-français et membre de l'Académie des sciences. Il est l'origine de la création du centre Clinatec en 2012 à Grenoble.

## Biographie
Alim Louis Benabid est le fils d'Ahmed Benabid originaire de Bordj Zemoura dans l'actuelle wilaya de Bordj Bou Arreridj (Algérie) venu étudier la médecine à Grenoble et d'une infirmière française ; il a deux frères. Entre 1946 et 1956, il passe son enfance en Algérie. Alors que la guerre d'Algérie éclate, il est mis à l'abri avec un de ses frères chez des amis grenoblois. Il est docteur en médecine depuis 1970 et docteur en sciences physiques depuis 1978. Il a été professeur de biophysique à l'université Joseph Fourier de 1989 à 2004, chef du service de neurochirurgie du centre hospitalier universitaire Grenoble Alpes et directeur de l'unité « Neurosciences précliniques » de l'INSERM. En 1999, il devient membre de l'Institut universitaire de France. Depuis septembre 2007, il est professeur émérite de biophysique à l’université Joseph Fourier et Conseiller scientifique au CEA (DRT). Il est chevalier de la Légion d'honneur depuis le 31 décembre 2001, et membre de l'Académie des Sciences depuis le 19 novembre 2002.
Il est marié avec une biologiste rencontrée au Commissariat à l'énergie atomique (CEA).
Ses travaux ont donné lieu a de nombreuses publications scientifiques.
Il est membre de la Société de neurochirurgie de langue française, de l’European Society for Stereotaxy and Functional Neurosurgery, de la Society for Neurosciences, de la Société de biophysique, de la Société française de neurosciences, de la Society for Movement Disorders, de l’American Association of Neurological Surgeons et du Congress of Neurological Surgeons''.
En avril 2016, il est nommé au prix de l'inventeur européen pour ses recherches sur la maladie de Parkinson. Il avait auparavant remporté le Prix Lasker en 2014 et le Breakthrough Prize en 2015, pour ses travaux sur la stimulation cérébrale profonde.
En juin 2017, il se rapproche des thèses transhumanistes et se prononce pour l'augmentation cérébrale par des implants neuronaux : « Mon attitude a changé. Au début, je disais "il ne faut absolument pas faire ça." [Mais] on n'est pas tous intelligents de la même façon. En quoi serait-ce gênant si on stimulait [le cerveau] ? A-t-on peur de rendre... l'autre plus intelligent ? De propulser le QI ? C'est pour qu'il n'y ait pas de problèmes qu'on respecte un statu quo. »

## Travaux

### Chirurgie stéréotaxique
Le professeur Benabid a travaillé sur les tumeurs cérébrales et les mouvements anormaux pour lesquels il a développé une chirurgie stéréotaxique.
Il a mis au point des méthodes chirurgicales, notamment stéréotaxiques, incluant des biopsies stéréotaxiques de tumeurs à des fins de diagnostic et de recherche. Il a créé avec son équipe des banques de tissus obtenus par ces biopsies qui ont permis de caractériser les tumeurs cérébrales par cartographie oncogénique. Des études de génomique et de protéomique ont mis en évidence les facteurs participant à la progression tumorale et ont conduit à des progrès thérapeutiques comme les facteurs anti-angiogéniques.

### Stimulation cérébrale profonde
Alim Louis Benabid a aussi mis au point pour les patients atteint de maladie de Parkinson grave, l'implantation d'électrodes de stimulation dans le parenchyme cérébral, localisées de manière précise et permettant d'induire un courant électrique à haute fréquence (100 à 200 Hz). À ces fréquences, la stimulation est inhibitrice et réalise le même effet qu'une lésion, mais d'une manière graduelle et réversible donc plus sûre.
Depuis 1987, la stimulation cérébrale profonde (SCP) dans les ganglions de la base a montré qu'elle pouvait produire les mêmes effets que les lésions qui étaient utilisées pour le traitement des mouvements anormaux. Ces recherches ont été conjointement menées avec le Pr Pierre Pollak, neurologue au CHU de Grenoble.
Un suivi de douze mois a permis de montrer que la stimulation cérébrale profonde bilatérale des noyaux sous-thalamiques améliore d'une manière significative les symptômes moteurs des malades parkinsoniens sans traitement et la dyskinésie pour les malades sous levodopa. Les améliorations sont stables dans le temps, même durant plus de cinq ans, et permettent de diminuer les traitements médicaux.
Alim Louis Benabid avait saisi en octobre 2001 le Comité Consultatif National d'Éthique (CCNE) sur les implications éthiques liées au développement de nouvelles applications de ce traitement. En juin 2002, le CCNE donnait son feu vert de principe tout en fixant des limites assez strictes. Vis-à-vis d'autres applications possibles (dépressions graves résistantes au traitement, psychoses schizophréniques résistantes au traitement…), le comité émet des réserves, en l'absence d'études complémentaires. Dans tous les cas, un encadrement très strict de ces pratiques, la mise en place d'un comité de contrôle et l'acceptation du traitement par le malade sont essentiels. Ces restrictions devraient, selon le CCNE, éviter les risques de dérives.
L'intérêt scientifique pour cette technique est très élevé. Lors du troisième forum européen sur les neurosciences en juillet 2002, le Pr Benabid rappelait que les chercheurs ont évoqué une large gamme d'applications potentielles dans des cas aussi variés que l'épilepsie, différentes formes de dystonie et l'obésité due à un dysfonctionnement endocrinien. Le professeur avait également évoqué de possibles applications préventives :
- « […] Des expériences sont par ailleurs en cours de réalisation pour envisager les façons d'utiliser cette technique pour développer des méthodes neuroprotectrices. Ces dernières pourraient servir à empêcher les lésions du système nerveux, et donc les troubles neurologiques. »

## Distinctions
Prix
- Prix Électricité-Santé de l'EDF (1994)
- Prix Médecine et biologie du Comité du rayonnement français (1997)
- Prix de la recherche biomédicale PCL de l'Académie des sciences (1998)
- Prix de l'œuvre scientifique de la Fondation nationale pour la promotion de la santé et le développement de la recherche (Algérie, 1999)
- Prix Jean Valade de la Fondation de France (1999)
- Membre de l'Institut universitaire de France (1999)[11]
- Prix Klaus Joachim Zülch de la Gertrud Reemtsma Foundation (Cologne, 2000)
- Scientific Award 2000 de l’International Neurobionics Foundation (Hanovre, 2000)
- Cotzias Award de la Société espagnole de neurologie (Barcelone, 2000)
- Médaille Sherrington de la Royal Society of Medicine (Londres, 2002)
- Prix Recherche et santé de l'Institut des sciences et de la santé (2002)
- Prix de la Betty and David Koetser Foundation (Zurich, 2002)
- Prix Dingebauer de la Société allemande de neurologie (2002)
- Honorary M.D. from NUI Galway, Ireland (2005)
- Spiegel and Wycis Medal (2005)
- Prix Matmut de l'innovation médicale et de la Fondation de l'avenir (2006)
- James Parkinson Award (2007)
- Victor Horsley Award (2007)
- American Academy of Neurology's Movement Disorders Research Award (2008)
- Prix d'honneur de l'Inserm (2008)
- Victoire de la médecine (2008) dans le cadre du Jubilé des CHU, avec le Pr Pierre Pollak[12]
- Prix Albert-Lasker pour la recherche médicale clinique (2014)[13]
- Breakthrough prize, catégorie « sciences de la vie » (2015)[14]
- Prix de l'inventeur européen 2016, catégorie « recherche »[4]

Décorations
- Officier de la Légion d'honneur (2012)[15]
- Chevalier de l'ordre des Palmes académiques